# Riu Mannu (Ozieri)
Il Riu Mannu di Ozieri è un corso della Sardegna settentrionale che scorre nella città metropolitana di Sassari. Nasce col nome dirio Badulatu che successivamente cambia con quello di rio Butule e infine cambia il nome in riu Mannu, nella piana diChilivani, nel punto in cui si getta il suo affluente il rio Mannu de Mores. A circa 3 km più a est il rio è attraversato dal ponte romano Pont'ezzu.
Sbarrato a 164 m di altitudine, contribuisce a formare il lago del Coghinas.

## Altri progetti

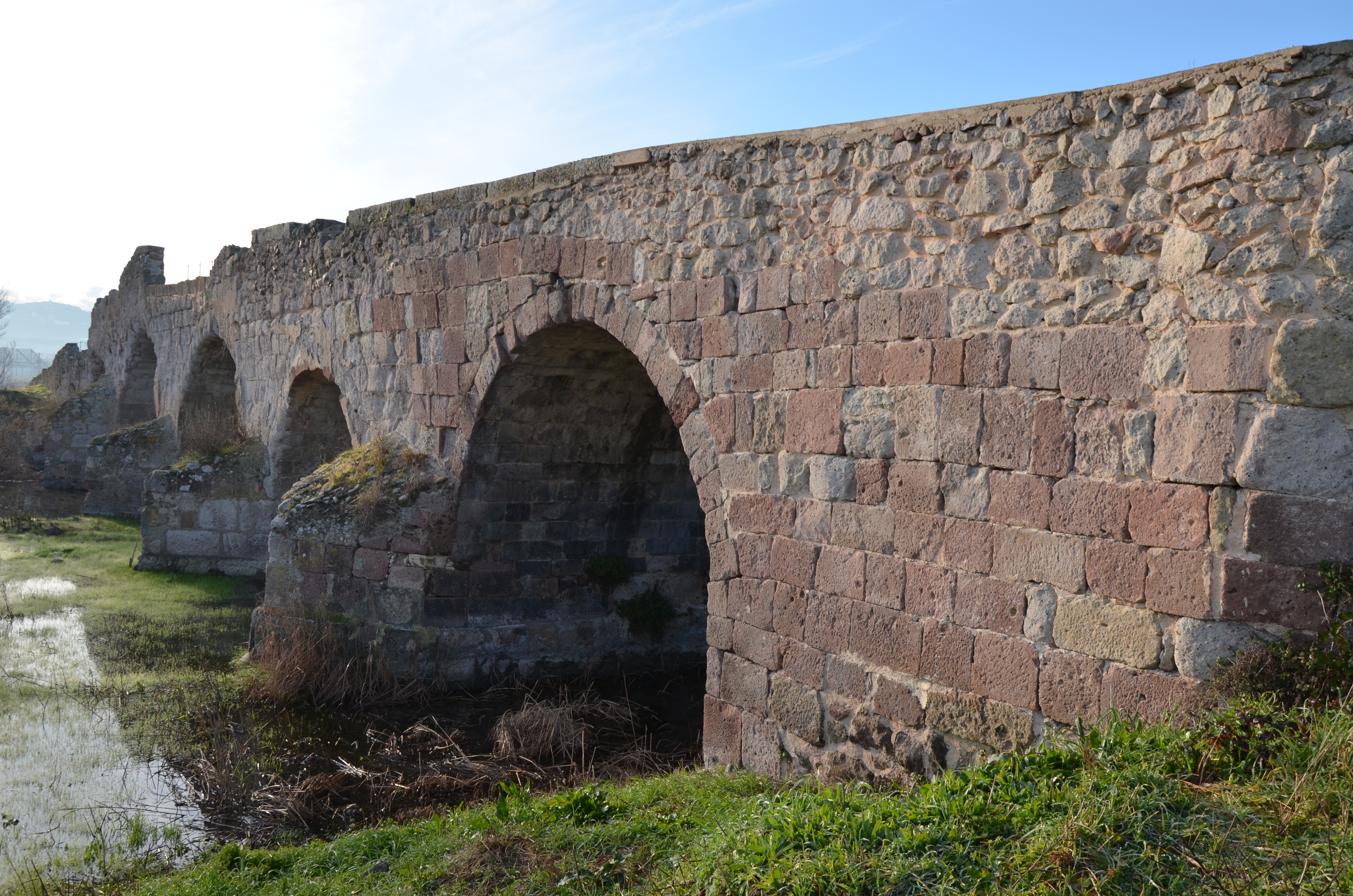
Il ponte romano Pont'ezzu